# تترامتیل‌آزودی‌کربوکسامید
تترامتیل‌آزودی‌کربوکسامید (به انگلیسی: Tetramethylazodicarboxamide) یک ترکیب شیمیایی با شناسه پاب‌کم ۴۲۷۸ است. شکل ظاهری این ترکیب، بلورهای جامد زرد است.